# National Board of Review Awards 1991
La 63ª edizione dei National Board of Review Awards si è tenuta il 24 febbraio 1992.

## Classifiche

### Migliori dieci film
- L'altro delitto (Dead Again), regia di Kenneth Branagh
- Rosa Scompiglio e i suoi amanti (Rambling Rose), regia di Martha Coolidge
- Il silenzio degli innocenti (The Silence of the Lambs), regia di Jonathan Demme
- Grand Canyon - Il cuore della città (Grand Canyon), regia di Lawrence Kasdan
- Jungle Fever, regia di Spike Lee
- Bugsy, regia di Barry Levinson
- Homicide, regia di David Mamet
- Paura d'amare (Frankie and Johnny), regia di Garry Marshall
- Thelma & Louise, regia di Ridley Scott
- Boyz n the Hood - Strade violente (Boyz N the Hood), regia di John Singleton

### Migliori film stranieri
- Nikita, regia di Luc Besson
- Europa Europa, regia di Agnieszka Holland
- La gloire de mon père e Le château de ma mère, regia di Yves Robert
- Spoorloos, regia di George Sluizer
- Toto le héros - Un eroe di fine millennio (Toto le héros), regia di Jaco Van Dormael

## Premi
- Miglior film: Il silenzio degli innocenti (The Silence of the Lambs), regia di Jonathan Demme
- Miglior film straniero: Europa Europa, regia di Agnieszka Holland
- Miglior documentario: Viaggio all'inferno (Hearts of Darkness: A Filmmaker's Apocalypse), regia di George Hickenlooper e Fax Bahr
- Miglior attore: Warren Beatty (Bugsy)
- Miglior attrice: Susan Sarandon e Geena Davis (Thelma & Louise)
- Miglior attore non protagonista: Anthony Hopkins (Il silenzio degli innocenti)
- Miglior attrice non protagonista: Kate Nelligan (Paura d'amare)
- Miglior regista: Jonathan Demme (Il silenzio degli innocenti)
- Premio alla carriera: Lauren Bacall
- Premio speciale per l'animazione: La bella e la bestia (Beauty and the Beast), regia di Gary Trousdale e Kirk Wise